# 1685 na música

## Nascimentos
| Data            | Nome                   | Profissão          | Nacionalidade | Observações | Ref |
| --------------- | ---------------------- | ------------------ | ------------- | ----------- | --- |
| 23 de Fevereiro | Georg Friedrich Händel | compositor barroco | Alemanha      | m. 1759     |     |
| 21 de Março     | Johann Sebastian Bach  | compositor         | Alemanha      | m. 1750     |     |
| 26 de Outubro   | Domenico Scarlatti     | compositor barroco | Itália        | m. 1757     |     |

## Mortes
| Data | Nome | Profissão | Nacionalidade | Observações | Ref |
| ---- | ---- | --------- | ------------- | ----------- | --- |